# Alena Alekseeva
Alena Aleksandrovna Alekseeva est une nageuse russe née le 6 mars 1989 à Omsk.
Aux Championnats d'Europe de natation 2008, elle obtient une médaille d'argent sur 100 mètres brasse et une médaille de bronze sur 200 mètres brasse. Elle est aussi médaillée d'or sur 200 mètres brasse aux Championnats d'Europe de natation en petit bassin 2008.